# كهف أزوخ
تقع على الضفة اليسرى من وادي الكوروشاي، 17 كم بعيدا مدينة فوزولي في أذربيجان، وهي تقع في الاكتئاب توغ. وقد أدرجت آثار أزيخ وتاغلار، الواقعة في منطقة فيزولي في المنطقة المحتلة، في قائمة اليونسكو للآثار القديمة. تم عرض العينات المادية والثقافية التي تم العثور عليها في مخيم أزيخ بالايوليت في 8 ديسمبر 1981 في متحف باريس للإنسانية، أول سكان أفوربانو.

## الاكتشافات
بالإضافة إلى أزيخ وتاغلار، فإن مستوطنة غاراكوباكابا القديمة وميناتيب والآثار التاريخية الأخرى الواقعة في منطقة فوزولي كانت عديمة الفائدة أيضا تحت قيادة مامادالي هوسينوف، البعثة الأثرية العصر الحجري القديم لمعهد التاريخ لأكاديمية العلوم في أذربيجان، في الفترة من يونيو إلى يوليو 1960 -1986 أزيخ باليوليث قامت بحفريات أثرية في المخيم. خلال الحفريات الأثرية، تم تسجيل 10 مواقع أثرية ودراستها في رواسب المخيم. بقايا ثقافية مادية في العصور الوسطى، العصر البرونزي وفترات العصر الحجري خلال الحفريات الأثرية التي أجريت على أجزاء I-إي من المخيم؛خلال الحفريات الأثرية التي أجريت في الطابق الثالث، بقايا الثقافة المادية التي تنتمي إلى ثقافة العث،
- ولم تكن المواد الأثرية مسجلة في الطبقة الرابعة؛
- خلال الحفريات الأثرية على طبقة V، العصور الوسطى.
- العلوية القديمة من الدرجة السادسة.

خلال الحفريات الأثرية في القسم السابع-X، تم العثور على أنماط الثقافة المادية للثقافة غوروشاي.المواد الأثرية الموجودة في السابع-العاشر من مخيم أزيخ لها أهمية علمية مهمة جدا.وبسبب هذه العينات ثقافة المادية، يخبرنا مخيم الكهف عن المستوطنة القديمة من الناس القدامى.في حياة سكان أزيخ القديمة، كان وادي غوروشاي له أهمية كبيرة.جمع سكان أخيخ حجارة النهر من غوروشاي لجلبهم إلى الكهف.وفي الوقت نفسه، كان سكان مخيم أزيخ يشاركون في الصيد والحصاد في وادي غوروشاي.خلال الأبحاث العلمية المعقدة، تم الكشف عن أنه خلال العصر الحجري القديم، كانت جميع النعم اللازمة لبقاء الناس البدائية في خانق غوروشاي.وقد وفرت الثقافة المادية التي تم العثور عليها خلال الدراسات الاستقصائية الأثرية في المقاطع السابع-العاشر من المخيم أساسا لثقافة أثرية جديدة.لذلك، تم أخذ السمات المحددة للتقنية وتصنيف أدوات الأدوات الموجودة في طبقات في-X في الاعتبار، وتمت تسمية الثقافة المادية المكتشفة حديثا باسم الثقافة الأثرية غوروشاي.وقد تم تحديد عدة مراحل تطوير ثقافة غوروتشاي خلال البحث العلمي للمنتجات الحجرية من الطبقات الدنيا.في المراحل الأولى من الثقافة الأثرية، تم تطوير أدوات العمل بشكل عقلاني وعقلاني، ولكن في مراحل التطوير اللاحقة تم تحسين تقنية التحضير لها وتم تطوير أدوات عمل جديدة.تم إعداد معظم الأدوات الموجودة في الطبقات السابعة-X من مخيم أزيخ والمعسكر القديم خارج الكهف ثم جلبت إلى المخيم.ولأنه لم يتم العثور إلا على أدوات العمل على أدنى مستويات المخيم، ولم يتم تسجيل نفايات الإنتاج.لذلك عاش السكان القدامى في مخيم أزيخ وعملوا على حافة تيار كوروشاي قبل أن يعيشوا في المخيم.كما تم إعداد أدوات العمل في وادي كوروكاي في ذلك الوقت.ولذلك، لم يتم تسجيل نفايات الإنتاج في المنتجات الحجرية من الطبقات السفلى.

## الحفريات الأثرية
في الأبحاث العلمية التي قام بها علماء أذربيجان، ثبت أن أدوات ثقافة غوروتشاي، التي وجدت في السابع-العاشر من معسكر أزيخ القديم، لها أوجه تشابه مع المواد الأثرية لثقافة أولدوفاي في شرق أفريقيا ومعسكر العصر الحجري القديم في دمانيسي.خلال الأبحاث العلمية ثبت أنه بعد فترة طويلة من التنمية للثقافة الأثرية غوروشاي في مخيم أزيخ الإنسان القديم، تم استبدالها من قبل ثقافة آشيك القديمة.في مخيم أزيخ العصر الحجري القديم، ظهرت فترة أشيليان القديمة مع المواد من طبقة السادس، وبدأت في تطوير على أساس الثقافة الأثرية من غوروشاي، ثقافة نهر الحجر المحلي الصك.في مخيم عزيخ، تتميز ثقافة أليك القديمة أساسا بأدوات الماس الخام المرسومة باليد والنوى على شكل أقراص.خلال الحفريات الأثرية، تم العثور على أكثر من 2000 المنتجات الحجرية والآلاف من عظام الحيوانات المصيدة في طبقة القشرة القديمة (طبقة السادس).تم تسجيل 526 قطعة من أدوات العمل في منتجات حجرية من الطبقة السادسة.وتتكون بقية المنتجات الحجرية من نفايات الإنتاج والمكسرات وحجارة الشاي.ومن بين الأدوات الموجودة في ثقافة آشيكيان القديمة، فإن أهم الأدوات هي أدوات الماس الخام والأدوات المصنوعة يدويا والأوشحة.جنبا إلى جنب مع أدوات العمل، واكتشاف نفايات الإنتاج يدل على أن سكان أزيخ القديمة خلال الشعوب القديمة كانت تستعد أدوات العمل في المخيم.وبالإضافة إلى المنتجات الحجرية، تم العثور على مخلفات الحيوانات الغنية على الطبقة السادسة من مخيم أخيخ.في المخلفات الحيوانية، والفكين منفصلة وعظم الجمجمة هي الأغلبية.واستنادا إلى تعريف منتجات العظام، تم تحديد الدببة الكهفية والرخام العملاقة باعتبارها المكان الرئيسي في نشاط الصيد من الشعوب القديمة.ثروة من الثقافات المادية المادية وجدت في طبقة أشيلا القديمة يدل على أن البدائيين من أخيخ مخيم لفترة طويلة وبشكل دائم خلال ثقافة آشيك القديمة.تم اكتشاف الاكتشافات الأثرية وعلم الحفريات والعلم الحجري للقرون الوسطى خلال الحفريات الأثرية على طبقة V من مخيم أزيخ العصر الحجري القديم.وهذا يدل على أن عصر آشيخ القديم حل محله ثقافة أخيل الوسطى في وقت لاحق في آسيا.ومن المثير للاهتمام، فقط تلك الأدوات التي هي مناسبة للصيد وجدت في الفئة V.وتبين بقايا حيوانات طبقة أشيك الوسطى من مخيم أخيخ أن الصيد قد وصل إلى أعلى مراحله في التنمية.إذا كان سكان مخيم عايش يستخدمون لمطاردة 11 نوعا من الحيوانات خلال العصور القديمة، تم صيد 45 نوعا من الحيوانات والطيور في المتوسط.عدد العظام الحيوانية الموجودة في طبقة V أكثر من 200,000.في عام 1968، من الطبقة الخامسة من مخيم أزيخ، خلال الحفريات الأثرية، تم العثور على فك رجل عجوز جنبا إلى جنب مع أدوات العمل.وفقا لخصائص محددة من هيكل الفك وجدت في معسكر أزيخ القديم، من جهة، على مقربة من بيتانثروبس، وخاصة الفك ماور الرجل، هو أقرب إلى برينيندرثالس وجدت في معطف من مخيم كونديل أراجو العصر الحجري القديم في فرنسا.خلال الأبحاث العلمية، اكتشف العلماء أن الفكوك التي عثر عليها في أزيخ كانت أقدم الفك الإنساني في القوقاز والشرق الأوسط، وكانت تنتمي إلى امرأة تتراوح أعمارهم بين 18 و22 سنة كانت تعيش قبل 350-400 ألف سنة في أذربيجان.تم العثور على أكثر من 3000 منتج حجري وأكثر من 100.000 بقايا حيوانية خلال الحفريات الأثرية على الطبقة الثالثة من مخيم أزيخ العصر الحجري القديم.في المواد الحجرية من مخيم اخيخ، المكان الرئيسي تحتل ليفالوا، موستانز وأدوات كاشوف.في المواد الأدبية الموجودة في المخيم، تحتل المنطقة الرئيسية الحصان البري، الثور البدائي، الخنزير البري، الرنة القوقازية، الخنزير، الدب الكهف، وحيد القرن وعظام الحيوانات.تم حرق معظم منتجات العظام المكتشفة في الفرن.وتقدر الأوساط العلمية الدولية تقديرا عاليا البحوث العلمية التي قام بها علماء أذربيجان في معسكر أزيخ العصر الحجري القديم.وقد جاء علماء من فرنسا وإيطاليا وألمانيا وروسيا والاتحاد السوفياتي وإسبانيا وجورجيا وبلدان أخرى إلى باكو على مدى السنوات ال 40 الماضية، وكانوا على دراية وثيقة بالثقافة المادية التي عثر عليها في أزيخ، وقيموا كثيرا أبحاث العلماء الأذربيجانيين.إن دراسة بقايا البقايا الثقافية المادية الموجودة في معسكرات العصر الحجري القديم في أذربيجان لطالما كانت ذات طابع دولي.لأن هذه النتائج العلمية لها أهمية علمية كبيرة لتعلم تاريخ الحضارة الإنسانية.وقد وضع خبراء من فرنسا وإيطاليا واسبانيا وروسيا وأذربيجان وجورجيا وهولندا برنامجا يسمى إنتاس-2000 وبدأوا أبحاثهم العلمية.وقد نشرت أكثر من 10 دراسات وأكثر من 200 مقالة علمية مكرسة للبحوث العلمية للبقايا الثقافية المادية للمعسكر أزيخ العصر الحجري القديم للعلماء الأذربيجانيين في السنوات ال 40 الماضية.ومع ذلك، وعلى الرغم من هذا، فإن بعض العلماء الأرمن يحاولون حتى تزوير تاريخ معسكر أزيخ باليوليث.يدرك جميع علماء العالم أنه تحت قيادة العلماء الأذربيجانيين في معسكر أزيخ العصر الحجري القديم المعقدة، تم إجراء بحوث أثرية، وقد حظيت نتائجهم بتقدير كبير من قبل علماء بارزين في العالم.ونتيجة للحفريات الأثرية طويلة الأجل التي قام بها علماء أذربيجانيون من معسكر أزيخ باليوليث، تم دراسة 80 في المائة من الطبقات الثقافية.ولذلك، ينبغي اعتبار أعمال الحفر والاستخبارات أكبر جريمة ضد الإنسانية.